# Canfield
Canfield é uma cidade localizada no estado norte-americano de Ohio, no Condado de Mahoning.

## Demografia
Segundo o censo norte-americano de 2000, a sua população era de 7374 habitantes.
Em 2006, foi estimada uma população de 7061, um decréscimo de 313 (-4.2%).

## Geografia
De acordo com o United States Census Bureau tem uma área de
12,0 km², dos quais 12,0 km² cobertos por terra e 0,0 km² cobertos por água. Canfield localiza-se a aproximadamente 293 m acima do nível do mar.

## Localidades na vizinhança
O diagrama seguinte representa as localidades num raio de 16 km ao redor de Canfield.